# Sartaguda
Sartaguda é um município da Espanha na província e comunidade foral (autónoma) de Navarra. Tem 14,91 km² de área e em 2021 tinha 1 287 habitantes (densidade: 86,3 hab./km²).

## Demografia
| Variação demográfica do município entre 1991 e 2004 | Variação demográfica do município entre 1991 e 2004 | Variação demográfica do município entre 1991 e 2004 | Variação demográfica do município entre 1991 e 2004 |
| --------------------------------------------------- | --------------------------------------------------- | --------------------------------------------------- | --------------------------------------------------- |
| 1991                                                | 1996                                                | 2001                                                | 2004                                                |
| 1412                                                | 1376                                                | 1321                                                | 1349                                                |